# Warenkaufhaus Aronheim & Cohn (Szczecin)
Warenkaufhaus Aronheim & Cohn – dom handlowy, który znajdował się w Szczecinie przy dzisiejszej ulicy Księdza Kardynała Stefana Wyszyńskiego, na osiedlu Stare Miasto, w dzielnicy Śródmieście. Zniszczony podczas II wojny światowej.
Warenkaufhaus Aronheim & Cohn sąsiadował prawą ścianą szczytową z domem towarowym Warenhaus Rudolph Karstadt.

## Historia

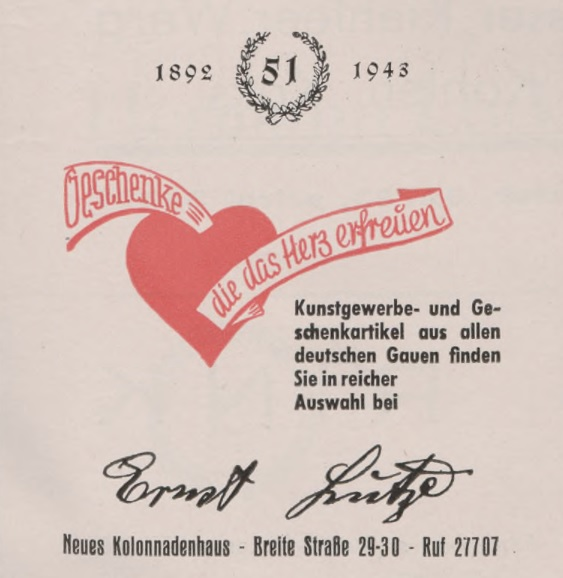
Reklama jednego ze sklepów z 1943 r.

Kamienicę domu handlowego Aronheim & Cohn wzniesiono w latach 1900–1901 w miejscu wcześniejszego budynku, który mieścił hotel „Drei Kronen”. Oprócz sklepów kamienica mieściła także zakład fotograficzny. W czasie II wojny światowej dom handlowy uległ zniszczeniu. Po wojnie ruiny rozebrano i wzniesiono na jego miejscu dziewięciokondygnacyjny blok mieszkalny. 

## Opis
Kamienica domu handlowego Warenkaufhaus Aronheim & Cohn była obiektem czterokondygnacyjnym. Fasada dzieliła się na dwie części: większą, z wykuszem i szczytem w części środkowej oraz mniejszą, jednoosiową, zwieńczoną cebulastym miedzianym hełmem z iglicą. Parter i dwa pierwsze piętra były niemal w całości przeszklone wystawowymi witrynami, do których przylegały lampy z kulistymi kloszami i zdobionymi wysięgnikami. Trzecie piętro było cofnięte względem lica fasady. Spadzisty dach pokrywała czerwona dachówka ceramiczna. 